# My Wife's Lovers
My Wife's Lovers est un tableau du peintre autrichien Carl Kahler peint en 1891. Il représente quarante-deux chats angoras et persans appartenant à la millionnaire et philanthrope américaine Catherine Kate Birdsall Johnson. Le titre de ce tableau est attribué au mari de la millionnaire, Robert Carlton Johnson .

## Histoire
Le tableau My Wife's Lovers est commandé par la millionnaire et philanthrope américaine Catherine Kate Birdsall Johnson pour immortaliser les nombreux chats qu'elle loge dans sa maison de vacances à proximité de Sonoma en Californie.
En 1890, elle rencontre le peintre autrichien Carl Kahler, peu de temps après son arrivée en Californie, en provenance d'Australie, où il avait acquis une certaine renommée en peignant des portraits et des scènes de courses de chevaux. Elle lui propose de réaliser un tableau représentant ses chats et Kahler accepte l'offre. Il passe plusieurs mois à étudier les poses et les habitudes des chats de Johnson, avant de peindre une toile représentant quarante-deux chats angoras et persans.
Il aurait reçu la somme de 5 000 dollars pour ce travail. Le tableau est exposé lors de l'exposition universelle de 1893 à Chicago, et à la suite du décès de Johnson la même année, est vendu en 1894 à Ernest Haquette, qui l'expose dans son salon privé à San Francisco. Le salon a été détruit lors du séisme de 1906, mais le tableau a survécu.
En 2015, le tableau est adjugé à 826 000 dollars lors d'une vente aux enchères à un collectionneur privé. En 2016, il est exposé au Portland Art Museum, en partenariat avec la Oregon Humane Society, afin de favoriser l'adoption de chats.